# 곡저평야
곡저평야(谷底平野, valley bottom plain)는 하천의 퇴적 작용에 의해서 형성되는 충적평야 가운데 산간부의 골짜기의 밑바닥에 형성되는 것을 가리킨다.
산간부에 있고, 하천의 운반하는 토사가 많이 침식 작용보다 퇴적 작용이 우세할 때 골짜기의 밑바닥에 폭이 좁고 긴 골짜기가 발달한다.
큰 하천의 상류부가 흐르고 있는 경우 그 지형을 이용해 댐이 건설되는 경우가 많다.

## 같이 보기
- 하안단구